# Постанова Кабінету Міністрів України
Постанова Кабінету Міністрів України — нормативно-правовий акт Уряду України — Кабінету Міністрів.

## Місце в системі законодавства
Згідно зі статтею 117 Конституції України, Кабінет Міністрів України в межах своєї компетенції видає постанови і розпорядження, які є обов'язковими до виконання. Акти Кабінету Міністрів України підписує Прем'єр-міністр України. Нормативно-правові акти Кабінету Міністрів України, міністерств та інших центральних органів виконавчої влади підлягають реєстрації в порядку, встановленому законом.
Президент України має право зупинити дію актів Кабінету Міністрів України з мотивів невідповідності Конституції з одночасним зверненням до Конституційного Суду України щодо їх конституційності (п. 15 ч. 1 статті 106 Конституції України).
Конституційний Суд також наділений повноваженням перевіряти конституційність актів КМУ на підставі подання Президента України, не менш як сорока п'яти народних депутатів, Верховного Суду України, Уповноваженого Верховної Ради з прав людини, Верховної Ради Автономної Республіки Крим.
Закон України «Про Кабінет Міністрів України» від 27.02.2014 року встановлює, що КМУ на основі та на виконання Конституції і законів України, актів Президента України, постанов Верховної Ради України, прийнятих відповідно до Конституції та законів України, видає обов'язкові для виконання акти — постанови і розпорядження.
Акти КМУ нормативного характеру видаються у формі постанов.
Акт Кабінету Міністрів України може бути оскаржений до суду в порядку та у випадках, установлених законом.
Право ініціативи у прийнятті актів КМУ мають члени КМУ, центральні органи виконавчої влади, державні колегіальні органи, Рада міністрів Автономної Республіки Крим, обласні, Київська та Севастопольська міські державні адміністрації.
Проєкти актів, що мають важливе суспільне значення та визначають права і обов'язки громадян України, підлягають попередньому оприлюдненню.

## Прийняття та оприлюднення
Постанови приймаються на засіданнях КМУ шляхом голосування більшістю голосів від його посадового складу. Якщо проєкт рішення отримав підтримку рівно половини складу КМУ і за цей проєкт проголосував Прем'єр-міністр України, рішення вважається прийнятим.
Постанови, крім постанов, що містять інформацію з обмеженим доступом, набирають чинності з дня їх офіційного опублікування, якщо інше не передбачено самими постановами, але не раніше дня їх опублікування.
Окремі постанови або їх окремі положення, що містять інформацію з обмеженим доступом, не підлягають опублікуванню і набирають чинності з моменту їх доведення в установленому порядку до виконавців, якщо не встановлено пізніший термін набрання чинності.
Постанови публікуються в Офіційному віснику України, газеті «Урядовий кур'єр», а також на офіційному вебсайті Уряду.

## Статистика
Історично постанові КМУ передує постанова КМ УРСР (прийнято 166 документів у 1991 році).